# Južna Dakota
Južna Dakota (angleško South Dakota, [sáuf dakóda]) je Zvezna država Združenih držav Amerike, ki leži v srednjezahodni (Midwestern) regiji države. Ime je dobila po suskih plemenih Lakota in Dakota, pripadniki katerih sestavljajo večinski del prebivalstva in so včasih vladali celotnemu ozemlju. Južna Dakota je po površini 17. največja zvezna država, a 5. najmanj poseljena. Zvezna država je postala 2. novembra 1889. Pierre je glavno mesto, Sioux Falls s 171 tisoč prebivalci pa največje mesto v Južni Dakoti.
Južna Dakota meji s Severno Dakoto na severu, na jugu z Nebrasko, na vzhodu z Minnesoto ter Iowo in z Montano ter Wyomingom na zahodu. Skozi državo teče reka Misuri, ki deli Južno Dakoto na dva družbeno in geografsko različna dela, vzhod in zahod. Na vzhodu se nahaja večina prebivalstva, tu je pridelana tudi večina poljščin zaradi rodovitne zemlje. Za zahodni del so značilni predvsem ranči, gospodarstvo pa temelji na turizmu. Večina naravnih rezervatov Južne Dakote se nahaja na zahodnem delu. Prav tako lahko v zahodnem delu najdemo gorovje Black Hills, kjer se nahaja Mount Rushmore, ki je glavna turistična destinacija Južne Dakote. Za Južno Dakoto je značilno celinsko podnebje s štirimi izrazitimi letnimi časi. 